# Davide Riccardi (Erzbischof)

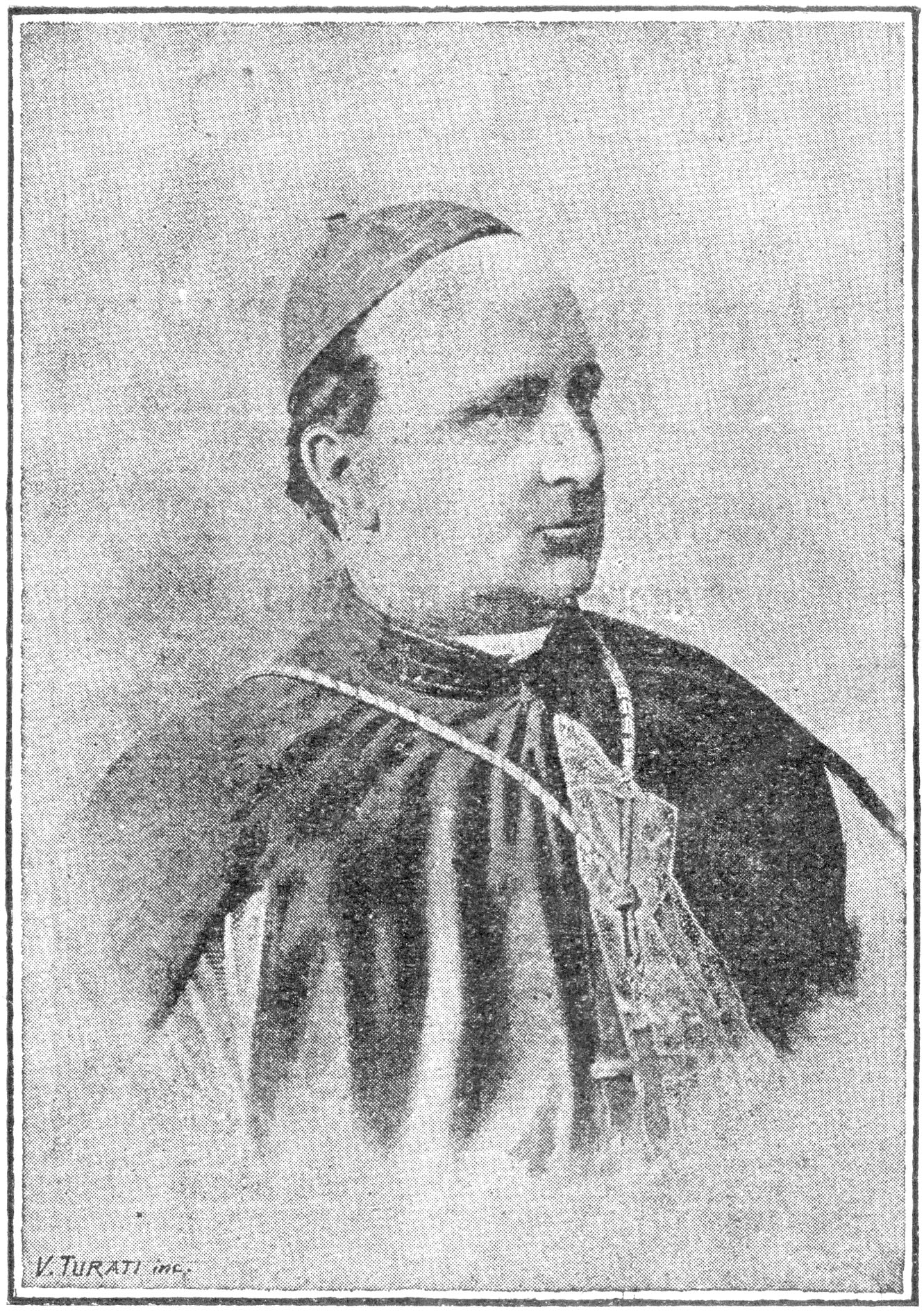
Erzbischof Davide Riccardi (1893)

Giovanni Maria Davide Eugenio Felice Riccardi (* 22. August 1833 in Biella; † 20. Mai 1897 in Turin) war ein italienischer römisch-katholischer Geistlicher und Erzbischof von Turin.

## Leben
Davide Riccardi war das dritte von acht Kindern des Conte Giambattista Riccardi und dessen Ehefrau Eugenia Bonino. Er studierte Theologie sowie kanonisches Recht an der Universität Turin, wo er 1854 zum Dr. theol. und 1856 zum Doctor iuris utriusque promoviert wurde. Am 17. Mai 1856 empfing er die Priesterweihe. Er wurde Kanoniker der Kathedrale und Generalvikar des Bistums Biella. Von 1855 bis 1878 war er zudem Dozent am dortigen Priesterseminar.
Papst Leo XIII. ernannte ihn am 15. Juli 1878 zum Bischof von Ivrea. Die Bischofsweihe spendete ihm am 15. August desselben Jahres in Biella Basilio Leto, der Bischof von Biella.
Am 14. Oktober 1886 wurde Davide Riccardi zum Bischof von Novara ernannt und am 14. Dezember 1891 wurde er zum Erzbischof von Turin erhoben. Er starb kurz vor seiner Erhebung in den Kardinalsstand.